# Zwischenprüfung (Hochschulstudium)
Die Zwischenprüfung ist eine Prüfung im Rahmen eines Hochschulstudiums. Während auch Vordiplom bzw. Physikum als Zwischenprüfungen bezeichnet werden, ist mit der Bezeichnung normalerweise die Magister-, Lehramts- oder die rechtswissenschaftliche Zwischenprüfung gemeint. Diese schließt in der Regel nach vier Semestern das Magister-, Lehramts- oder des rechtswissenschaftlichen Grundstudiums ab. Die Prüfung kann auch schon früher abgelegt werden, wenn die Studienleistungen schneller erbracht worden sind, als es die Studienordnung vorsieht.
Die Prüfungstermine liegen normalerweise in den (meist ersten) Wochen der Semesterferien oder zu Anfang des (bei Bestehen) ersten Hauptstudiumssemesters.
Je nach Studiengang können Zwischenprüfungen unterschiedliche Formen annehmen: Zu den studienbegleitenden Zwischenprüfungsklausuren können auch mündliche Prüfungen sowie Abschlussklausuren, vereinzelt auch Hausarbeiten treten. Die Zwischenprüfung wird im Magister-Hauptfach abgelegt und je nach Prüfungsordnung auch in keinem, einem oder beiden Nebenfächern; beim Studium auf zwei Hauptfächer müssen beide Hauptfachprüfungen absolviert werden. Bei der juristischen Zwischenprüfung werden üblicherweise Klausuren in den drei Kernfächern, dem Bürgerlichen Recht, dem Strafrecht und dem Öffentlichen Recht (die sog. „kleinen Scheine“) sowie einem Grundlagenfach (z. B. Rechtsphilosophie, Rechtssoziologie, Rechtsgeschichte) abgelegt. Die Anzahl der zu absolvierenden Klausuren kann sich dabei je nach Fakultät oder Prüfungsordnung des jeweiligen Bundeslandes unterscheiden, wobei angesichts der Modularisierung, d. h. der Kombination meist einzelner Vorlesungen mit ihrer Abschlussprüfung, in anderen Studiengängen manche juristische Fakultät dazu übergegangen ist, die Zwischenprüfung ebenfalls zu modularisieren und vom traditionellen System der "kleinen Scheine" abzukommen. Normalerweise geht die Benotung der Zwischenprüfung nicht in die (Examens-) Abschlussnote ein, sie kann sich aber der Prüfungsordnung der Fakultät entsprechend auf das Fortgeschrittenen- und Schwerpunktstudium insoweit auswirken, als manche Schwerpunktbereiche zulassungsbeschränkt sein können. Die Zwischenprüfungsnote kann auch hinsichtlich der Förderwürdigkeit im Rahmen eines Stipendiums erheblich sein.
Im Rahmen des Bologna-Prozesses werden Magister-Studiengänge durch gestufte und modularisierte Bachelor/Master-Studiengänge abgelöst. Durch die kurze Regelstudienzeit bis zum ersten berufsqualifizierenden Abschluss entfällt in diesen Studiengängen die Zwischenprüfung.